# Aspilota varinervis
Aspilota varinervis är en stekelart som först beskrevs av Zaykov och Fischer 1982.  Aspilota varinervis ingår i släktet Aspilota och familjen bracksteklar. Inga underarter finns listade.